# Hisakazu Iwata
Hisakazu Iwata –en japonés, 岩田 久和, Iwata Hisakazu– (17 de diciembre de 1949) es un deportista japonés que compitió en judo. Ganó una medalla de bronce en el Campeonato Mundial de Judo de 1971 en la categoría de +93 kg.

## Palmarés internacional
| Campeonato Mundial | Campeonato Mundial | Campeonato Mundial | Campeonato Mundial |
| Año                | Lugar              | Medalla            | Categoría          |
| ------------------ | ------------------ | ------------------ | ------------------ |
| 1971               | Ludwigshafen (RFA) | Medalla de bronce  | +93 kg             |